# Teulon
Teulon es un pueblo canadiense situado en la provincia de Manitoba.

## Superficie
Teulon tiene una superficie de 3,23 km².

## Demografía
En 2021, tenía 1196 habitantes, una densidad poblacional de 370,3 hab./km², y 588 viviendas.